# ريتشارد فالنتاين موريس
ريتشارد فالنتاين موريس (بالإنجليزية: Richard Valentine Morris)‏ هو ضابط وسياسي أمريكي، ولد في 8 مارس 1768 في مقاطعة ويستتشستر في الولايات المتحدة، وتوفي في 1815 في نيويورك في الولايات المتحدة. حزبياً، نشط في الحزب الفيدرالي الأمريكي. وقد انتخب عضو جمعية ولاية نيويورك.